# ويلي بي. هاريس
ويلي بي. هاريس هو قاضي وسياسي أمريكي، ولد في 9 نوفمبر 1818، وتوفي في 3 ديسمبر 1891 في جاكسون في الولايات المتحدة. نشط حزبياً في الحزب الديمقراطي. وقد انتخب عضو مجلس النواب الأمريكي ‏.